# Werner Hoffmann (Fotograf)
Werner Hoffmann (* 1. März 1926; † 17. Februar 1997) war ein deutscher Fotograf.

## Leben
Werner Hoffmann war Gründungsmitglied der 1957 gebildeten „Freunde der Fotografie“ im Kulturbund der DDR. Diese Gruppe nannte sich später „Fotozirkel“ bzw. „Fotoaktiv“ und hatte ihren Treffpunkt im Kulturhaus „Hans Marchwitza“ des Steinkohlenwerk Oelsnitz/Erzgebirge. Bis zum Jahre 1973 leitete Werner Hoffmann dieses Fotoaktiv. Ferner war er Mitglied der Ortsleitung Oelsnitz des Kulturbundes und Mitarbeiter der Kreiskommission Fotografie in Stollberg/Erzgeb. und des Bezirksfotoaktivs in Karl-Marx-Stadt. Daneben bereicherte er u. a. als Redaktionsmitglied der Zeitschrift Der Heimatfreund für das Erzgebirge mit Fotografien diese, heute noch als Erzgebirgische Heimatblätter bestehende Heftreihe. Außerdem wurden zahlreiche seiner Schwarz/Weiß- und Farbfotografien als Ansichtspostkarten im Verlag Bild und Heimat in Reichenbach im Vogtland vertrieben.
Einige seiner Aufnahmen wurden auch in die Bände Werte der Heimat aufgenommen.
Durch sein fotografisches Schaffen bestimmte er das kulturpolitische „Gesicht“ des Erzgebirges entscheidend mit.

## Werke (Auswahl)
- Die Bergstadt Oelsnitz in den Jahren 1955 bis 1970, Fotomappe mit 22 Originalaufnahmen von Werner Hoffmann, Oelsnitz, 1970.
- Meißen, Fotomappe mit 12 Originalaufnahmen von Werner Hoffmann, Oelsnitz, PGH Film und Bild Berlin, 1972
- Dresden, Fotomappe mit 12 Originalaufnahmen von Werner Hoffmann, Oelsnitz, PGH Film und Bild Berlin, 1972
- Zwickau, Fotomappe mit 12 Originalaufnahmen von Werner Hoffmann, Oelsnitz, PGH Film und Bild Berlin, 1973
- Sächsische Schweiz, Fotomappe mit 12 Originalaufnahmen von Werner Hoffmann, Oelsnitz, PGH Film und Bild Berlin, o. J.
- Zittauer Gebirge, Fotomappe mit 12 Originalaufnahmen von Werner Hoffmann, Oelsnitz, PGH Film und Bild Berlin, o. J.
- Oelsnitz im Erzgebirge 1940-1990, Gesicht einer Stadt, Oelsnitz (Erzgebirge), 1997 (Mitwirkung)

## Ehrungen
- 1968 Johannes-R.-Becher-Medaille in Silber